# مارك مانسون
مارك مانسون (مواليد 9 مارس 1984) (بالإنجليزية: Mark Manson)‏ هو مؤلف ومدوِّن أمريكي، له كتابان :
- فن اللامبالاة لعيش حياة تخالف المألوف
- Models: Attract Women through Honesty

## مسيرته
مارك مانسون من أوستن (تكساس) في الولايات المتحدة. انتقل إلى بوسطن للدراسة وتخرج من جامعة بوسطن سنة 2007. بدأ مارك مانسون أول مدونة له في عام 2009 كقناة تسويقية لأعماله في مجال استشارات المواعدة (dating advice business)، ثم انتقل بعد ذلك إلى العمل المتنقل.